# Hipólito Sans
Hipólito Sans (Játiva, c. 1535- ibídem, 1582) fue un caballero y poeta español.

## Historia
Nació en el seno de una de las familias más poderosas y antiguas de la ciudad de Xàtiva, la cual ayudó a Jaime I a llevar a cabo la conquista de Valencia. Se formó como caballero, lo que le valió convertirse en miembro de la Orden de San Juan de Jerusalén, y por ende, caballero de la Orden de Malta.
Al pertenecer a dicha orden, tuvo que participar en el sitio de Malta de 1565, cuando los turcos otomanos atacaron la isla. Allí batalló y dejó constancia de su participación y de lo que vio y vivió a través de un poema épico que, en su tiempo, adquiriría gran popularidad: La Maltea.
Tiempo después debió regresar a su ciudad natal, donde falleció. Aunque muchas fuentes señalan como año de su muerte el 1582, hay otras que indican que esta debió producirse a comienzos del siglo XVII, probablemente entre 1604 y 1605.

## La Maltea
Este poema trata de la famosa defensa de la religión de san Juan en la isla de Malta. La obra, redactada en doce cantos, en octavas reales, tenía el propósito, según el propio Hipólito Sans, de rememorar la gloria de los caballeros de San Juan, que resistieron el ataque de los turcos comandados por Solimán el Magnífico.
La intrahistoria del mismo, mucho más compleja, aborda la vida de una doncella maltesa de gran belleza que fue decapitada por un capitán de las fuerzas turcas cuando este se vio acorralado. El objetivo de este crimen lo justificaba alegando que de esta forma, nadie podría gozar de su belleza. Desde entonces, este ha sido uno de los motivos literarios más recurrentes e importantes entre los escritores de la isla de Malta, y en menor medida de Italia, desde el siglo XVI en adelante.
Al desarrollarse como caballero y a la vez como escritor, Sans pasaría a formar parte del grupo de soldados-escritores del siglo XVI que incluyeron a personajes tan relevantes como Garcilaso de la Vega, Bernal Díaz del Castillo, Ignacio de Loyola o el mismo Miguel de Cervantes.